# Jonás Guerrero Corona
Jonás Guerrero Corona (ur. 20 listopada 1946 w El Chante) – meksykański duchowny rzymskokatolicki, w latach 2011–2023 biskup Culiacán.

## Życiorys
Święcenia kapłańskie przyjął 6 lipca 1974 i został inkardynowany do archidiecezji meksykańskiej. Był m.in. rektorem miejscowego seminarium, ojcem duchownym międzynarodowego ruchu Marriage Encounter, a także (w latach 1999-2001) kapelanem chóru i ceremoniarzem bazyliki Matki Bożej z Guadalupe.

### Episkopat
27 czerwca 2001 papież Jan Paweł II mianował go biskupem pomocniczym archidiecezji meksykańskiej i biskupem tytularnym Assavy. Sakry biskupiej udzielił mu 15 sierpnia tegoż roku ówczesny arcybiskup Meksyku, kard. Norberto Rivera Carrera. Jako biskup odpowiadał za Wikariat VI pw. św. Józefa.
18 marca 2011 został mianowany  biskupem Culiacán. Rządy w diecezji objął 14 kwietnia 2011.
21 września 2023 papież Franciszek przyjął jego rezygnację z funkcji biskupa diecezjalnego.